# Lundia obliqua
Lundia obliqua là một loài thực vật có hoa trong họ Chùm ớt. Loài này được Sond. mô tả khoa học đầu tiên năm 1849.